# Аркетт, Алексис
Але́ксис Арке́тт (англ. Alexis Arquette; 28 июля 1969, Лос-Анджелес, США — 11 сентября 2016) — американская актриса, кабаре-артистка и активистка.

## Ранние годы
Аркетт родилась мужчиной под именем Роберт Аркетт в Лос-Анджелесе, Калифорния, четвёртой из пяти детей в еврейской семье актрисы и поэтессы Бренды Оливии «Марди» Новак и актёра и режиссёра Льюиса Аркетта. Розанна, Ричмонд, Патрисия и Дэвид Аркетт были её братьями и сёстрами.

## Карьера
В 1982 году, в возрасте 12 лет, Аркетт впервые снялся в музыкальном клипе She’s a Beauty группы The Tubes. В 1986 году Аркетт дебютировал на большом экране в роли Алексис, андрогинного друга Макса Уайтмена (Эван Ричардс) в фильме «Без гроша в Беверли-Хиллз».
В первые годы своей карьеры Аркетт в основном выступал в качестве пародиста под именем Эва Дистракшен. Вскоре он публично заявил, что считает свой пол женским.
В 19 лет Аркетт сыграл трансгендера Жоржетту в экранизации «Последний поворот на Бруклин». Большая часть киноработ Аркетт была связана с малобюджетными или независимыми фильмами. В общей сложности он снялся более чем в 40 фильмах, включая «Пожалуй, да», «Дети кукурузы 5: Поля страха», и «Иногда они возвращаются… снова». Аркетт также сыграл наркомана в фильме «Танец на могиле» и  подростка, жаждущего отомстить за ужасное детство, в фильме ужасов «Джек-упырь».
Аркетт также играл второстепенные роли в фильмах «Криминальное чтиво», «Трое», «Невеста Чаки» . Он исполнил роль фаната Бой Джорджа в фильме «Певец на свадьбе». В 2001 году Аркетт вернулся в Новую Зеландию, чтобы сыграть римского императора Калигулу в двух эпизодах сериала «Зена — королева воинов». В том же году Аркетт снялся в эпизоде сериала «Друзья» под названием «Эпизод с отцом Чендлера», в котором он непосредственно взаимодействовал со своей невесткой Кортни Кокс. В том же году он появился в сериале «SOSатели Малибу».
В сентябре 2005 года канал VH1 назвал Аркетт в числе приглашённых актёров 6-го сезона сериала «Ирреальная жизнь». 31 января 2007 года Аркетт был приглашённым судьёй в премьерном эпизоде реалити-шоу «Top Design». Аркетт также снялся в музыкальном клипе на песню Робби Уильямса She’s Madonna.

## Личная жизнь и смерть
В 2004 году Аркетт выразил желание совершить формальный переход с помощью гормональных процедур. В 2006 году он прошёл хирургическую коррекцию пола. Его переход стал темой документального фильма «Алексис Аркетт: Она — мой брат», вышедшего в 2007 году.
Аркетт заразилась ВИЧ в 1987 году. Уже в зрелом возрасте она испытывала проблемы со здоровьем, являвшиеся результатом ВИЧ-положительного статуса. На фоне роста числа осложнений она вновь стала представляться мужчиной в 2013 году. Её брат Дэвид Аркетт сказал, что она в разное время чувствовала себя то женщиной, то мужчиной. Аркетт была погружена в искусственную кому и скончалась 11 сентября 2016 года, в возрасте 47 лет, в окружении семьи. Причиной её смерти стал сердечный приступ, вызванный миокардитом на фоне ВИЧ.

## Фильмография

### Кино
| Год  | Название на русском языке                  | Оригинальное название                    | Роль                                 | Примечания                            |
| ---- | ------------------------------------------ | ---------------------------------------- | ------------------------------------ | ------------------------------------- |
| 1989 | Последний поворот на Бруклин               | Last Exit to Brooklyn                    | Джорджетт                            |                                       |
| 1990 | Рекорд                                     | High Score                               | Яго / Фредди                         |                                       |
| 1990 | Предсмертное блаженство                    | Terminal Bliss                           | Крэйг Мёрфи                          |                                       |
| 1990 | Смерть школьника                           | Gavre Princip — Himmel unter Steinen     | Милан                                |                                       |
| 1992 | Танец на могиле                            | Jumpin' at the Boneyard                  | Дэн                                  |                                       |
| 1992 | Баффи — истребительница вампиров           | Buffy the Vampire Slayer                 | диджей-вампир                        |                                       |
| 1992 | О мышах и людях                            | Of Mice and Men                          | Уитт                                 |                                       |
| 1992 | Чудо-пляж                                  | Miracle Beach                            | Ларс                                 |                                       |
| 1993 | Ящик смерти                                | Ghost Brigade                            | капрал Доусон                        |                                       |
| 1993 | Напасть                                    | Grief                                    | Билл                                 |                                       |
| 1993 | Джек-упырь                                 | Jack Be Nimble                           | Джек                                 |                                       |
| 1994 | Трое                                       | Threesome                                | Дик                                  |                                       |
| 1994 | Криминальное чтиво                         | Pulp Fiction                             | четвёртый человек                    |                                       |
| 1994 | Не делай этого                             | Don’t Do It                              | Дэвид                                |                                       |
| 1995 | Прыжок                                     | Frisk                                    | жертва #3                            |                                       |
| 1995 | Бремя белого человека                      | White Man’s Burden                       | попрошайка                           |                                       |
| 1995 |                                            | Paradise Framed                          |                                      |                                       |
| 1995 | Фрэнк и Джесси                             | Frank & Jesse                            | Чарли Форд                           |                                       |
| 1995 | Дни Святой Троицы                          | Days of the Pentecost                    | механик                              |                                       |
| 1996 | Вещи, о которых я тебе никогда не говорила | Cosas que nunca te dije                  | Пол                                  |                                       |
| 1996 | Иногда они возвращаются… снова             | Sometimes They Come Back… Again          | Тони Рено                            |                                       |
| 1996 | Никогда не встречайтесь с Пикассо          | Never Met Picasso                        | Эндрю Магнус                         |                                       |
| 1996 | Кричи, подросток, кричи                    | Scream, Teen, Scream                     | Лиза Мари                            | Короткометражный фильм                |
| 1996 | Вигсток                                    | Wigstock: The Movie                      | она сама                             | Документальный фильм                  |
| 1997 | Наизнанку                                  | Inside Out                               | Адам                                 | Короткометражный фильм                |
| 1997 | Гудбай, Америка                            | Goodbye America                          | Paul Bladon                          |                                       |
| 1997 | Пожалуй, да                                | I Think I Do                             | Боб                                  |                                       |
| 1997 | Совсем рядом                               | Close To                                 |                                      | Короткометражный фильм                |
| 1997 | Наедине с убийцей                          | Kiss & Tell                              | Амерод                               |                                       |
| 1998 | Певец на свадьбе                           | The Wedding Singer                       | Джордж                               |                                       |
| 1998 | Свингеры                                   | Cleopatra’s Second Husband               | Алекс                                |                                       |
| 1998 | Убийственная любовь                        | Love Kills                               | Джеймс                               |                                       |
| 1998 | Дети кукурузы 5: Поля страха               | Children of the Corn V: Fields of Terror | Грег                                 |                                       |
| 1998 | Невеста Чаки                               | Bride of Chucky                          | Дэмиен                               |                                       |
| 1998 | Золото дураков                             | Fool’s Gold                              | Марк                                 |                                       |
| 1998 | Тонкая розовая линия                       | The Thin Pink Line                       | мистер Эд                            |                                       |
| 1999 | Это всё она                                | She’s All That                           | Митч                                 |                                       |
| 1999 | Закон мести                                | Out in Fifty                             | Ким                                  |                                       |
| 1999 | Клубная жизнь                              | Clubland                                 | Стивен                               |                                       |
| 2000 | Съём на Пиккадилли                         | Piccadilly Pickups                       | Генри                                |                                       |
| 2000 | Цена воздуха                               | The Price of Air                         | Уилли                                |                                       |
| 2000 | Жизнь парней 3                             | Boys Life 3                              | Адам                                 | Эпизод: «Inside Out»                  |
| 2001 | Идеальный любовник                         | Perfect Lover                            | Оникс                                |                                       |
| 2001 | Аудит                                      | Audit                                    | Ричард                               | Короткометражный фильм                |
| 2001 | Завтра в полночь                           | Tomorrow by Midnight                     | Сидни                                |                                       |
| 2002 | Поездка                                    | The Trip                                 | Майкл                                |                                       |
| 2002 | Высший пилотаж                             | Spun                                     | полицейский                          |                                       |
| 2003 | Убийцы дрэг-квин под наркот                | Killer Drag Queens on Dope               | Джинджер                             | Указана в титрах как Ека Дестракшн    |
| 2003 | Состояние психики                          | The Movie Hero                           | странная, но привлекательная женщина |                                       |
| 2003 | Тунец и васаби                             | Wasabi Tuna                              | Анна                                 |                                       |
| 2005 | Короли Догтауна                            | Lords of Dogtown                         | трансвестит                          |                                       |
| 2007 | Алексис Аркетт: Она — мой брат             | Alexis Arquette: She’s My Brother        | она сама                             | Документальный фильм                  |
| 2010 | Красотки                                   | Hard Breakers                            | Мисс Независимость                   |                                       |
| 2010 | Здесь и сейчас                             | Here & Now                               | Рамона                               |                                       |
| 2013 | Возвращаясь к нулю                         | Getting Back to Zero                     | Джуди                                |                                       |
| 2014 | Смешанные                                  | Blended                                  | Джорджина                            |                                       |
| 2014 |                                            | Playing the Straight Man                 | она сама                             | Короткометражный документальный фильм |

### Телевидение
| Год       | Название на русском языке               | Оригинальное название                          | Роль             | Примечания                             |
| --------- | --------------------------------------- | ---------------------------------------------- | ---------------- | -------------------------------------- |
| 1989      | Нация пришельцев                        | Alien Nation                                   | Джон Бэрримор    | Эпизод: «Contact»                      |
| 1991      | Американский театр                      | American Playhouse                             | Вернер Хаузер    | Эпизод: «The Hollow Boy»               |
| 1994      | Обманчивое сердце: История Лори Келлогг | Lies of the Heart: The Story of Laurie Kellogg | Денвер Макдауэлл | Телевизионный фильм                    |
| 1995      | Смертельный уик-энд                     | Dead Weekend                                   | МакХакер         | Телевизионный фильм                    |
| 1995      | Розанна                                 | Roseanne                                       |                  | Эпизод: «December Bride»               |
| 1999      | Полоса                                  | The Strip                                      | Клео             | 3 эпизода                              |
| 1999-2000 | Попрошайки и выборщики                  | Beggars and Choosers                           | Ларри / Лола     | 5 эпизодов                             |
| 2000      | Фелисити                                | Felicity                                       | Джим             | Эпизод: «Docuventary II»               |
| 2000      | Друзья                                  | Friends                                        | покупатель       | Эпизод: «The One with Rachel’s Sister» |
| 2001      | Друзья                                  | Friends                                        | официантка       | Эпизод: «The One with Chandler’s Dad»  |
| 2001      | Зена — королева воинов                  | Xena: Warrior Princess                         | Калигула         | 2 эпизода                              |
| 2001      | SOSатели Малибу                         | Son of the Beach                               | Беверли          | Эпизод: «B.J. Blue Hawaii»             |
| 2005      | Объявлен в розыск                       | Wanted                                         | Пола             | Эпизод: «Lips Are Lips»                |
| 2008      | Блудливая Калифорния                    | Californication                                | женщина в тюрьме | Эпизод: «The Great Ashby»              |